# Torrent de Seldasses
El torrent de Seldasses és un torrent del terme municipal de Sant Quirze Safaja, a la comarca del Moianès.
És en el sector central del terme; es forma just al sud-oest de la masia de Plana Serra, a llevant dels Camps de Plana Serra, al sud-est de Puigdolena, des d'on davalla cap a migdia. Travessa la carretera C-1413b a llevant del Pla de la Casanova, deixa a l'esquerra el Bosc de Seldasses, i s'aboca en el Tenes a l'embassament de les Torres. És paral·lel a ponent del torrent del Barbot.